# Casa consistorial de El Toro
La Casa consistorial de El Toro, en la provincia de Castellón es una construcción civil de finales de la Edad Media y principios del Renacimiento que aúna la representación y funciones de los nuevos poderes civiles, la casa de la villa o ayuntamiento, junto a un espacio, la lonja, destinado a albergar una actividad en auge: el comercio.

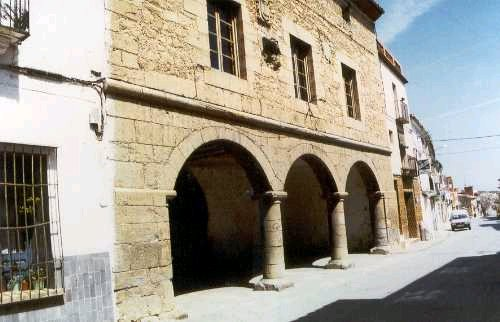
Vista del Ayuntamiento.

## Descripción
Se trata de un edificio construido en 1576 con un único volumen de tres plantas. En la planta baja recayente a la plaza se sitúa la lonja encastrada y alineada con la calle, junto con un pósito de grandes dimensiones y una cárcel. En las dos plantas superiores se encuentran el salón de sesiones, junto con el resto de dependencias municipales. En la fachada principal, de influencia clasicista, destacan tres arcos escarzanos dovelados apoyados sobre columnas de fuste troncocónico. Las ventanas son adinteladas, estando compuestas ordenada y simétricamente.
La entrada a la planta primera o noble del Ayuntamiento, cubierta por un porche con grandes bancos de piedra a los lados, se realiza desde la plaza donde se encuentra el templo. Desde esta se accede al salón de sesiones, en el que destacan dos grandes columnas de sillería, donde apoyan dos grandes vigas de madera, y el resto de dependencias municipales. 
Constructivamente el edificio está formado por pórticos planos a base de muros de carga de mampostería enfoscada. Los forjados son planos con viguetas de madera y revoltón. El pósito, al igual que la sala se cubren con pilares octogonales de piedra que soportan jácenas de madera para apoyar el forjado. La cárcel se cubre con bóvedas vaídas.
El pósito o banco de labradores estuvo en funciones hasta las primeras décadas del siglo XX. La sala de actos o juntas mantiene el uso primigenio y el espacio destinado a calabozos, se utilizó hasta la guerra civil de 1936. En sus sótanos cabe destacar un pasadizo que comunica la casa consistorial con la iglesia de la Virgen de los Ángeles.